# Kasab (Einheit)
Der Kasab, auch Kassabe oder Qasab, war ein ägyptisches Längenmaß und entsprach der Rute.
- 1 Kasab = 6 ⅔ Pik Beledi = 1706,69 Pariser Linien = 3,85 Meter
- 3 Kasab = 20 Pik Beledi
- ⅓ Kasab = 1 Tult = 6 Nus-Tult

Für die Festlegung von Steuern wurde 1 Kasab mit 6 1/3 Pik Beledi gerechnet. Hier war die Länge nur 3,6575 Meter.
Als Flächenmaß Quadrat-Kasab waren 20 mal 20 Kasab oder 77 Meter zum Quadrat gleich 1 Feddan von 5929 Quadratmeter. Die Seite entsprach 24 Qyrat. Das Kairoer Maß Qyrat, der Schritt, verwendet von den Steinhauern, mit einer Länge von 0,77 Meter war 1/5 des Kasab. Die Maßdifferenz  zwischen Qyrat der Seite (77 Meter/24 Qyrat) und Qyrat der Steinhauer (Qyrat = 0,77 Meter) ist nicht mehr erklärbar.